# Natus Vincere
Natus Vincere (Na`Vi) est une organisation d'esport ukrainienne fondée en 2009.

## Histoire
Le 17 décembre 2009, l'organisation Natus Vincere (latin de "né pour gagner") est fondée autour de l'équipe de Counter-Strike créée par le mécène Murat "Arbalet" Zhumashevich. C'est à la suite des Intel Extreme Masters III à Dubaïque le milliardaire kazakh, déjà très présent sur la scène de l'esport où il organise des tournois dans les pays de la CEI connus sous le nom d'Arbalet Cup, annonce son intention de créer sa propre équipe professionnelle. Il contacte alors Sergey "Starix" Ischuk, joueur de KerchNET, et le charge de créer une équipe composée des meilleurs joueurs ukrainiens. Cette nouvelle équipe sera alors formée de Starix ainsi que deux de ses coéquipiers chez KerchNET, Danylo "Zeus" Teslenko et Arseniy "ceh9" Trynozhenko, complétée par deux joueurs de HellRaisers Ioann "Edward" Sukhariev et Yegor "markeloff" Markelov. 
Il est intéressant de noter que l'abréviation NAVI est initialement empruntée du film Avatar, le nom final ayant été désigné à la suite d'un concours organisé parmi les supporters. 
En 2010, l'équipe Counter-Strike 1.6 de l'organisation devient la première équipe de l'histoire à remporter 3 tournois majeurs sur une seule année : IEM, ESWC et WSG,,.  
La même année l'organisation s'ouvre au multigaming et recrute une équipe sur Defense of the Ancients (DotA). Cette dernière sera invitée l'année d'après pour The International 2011, le plus gros tournois de la scène compétitive Dota 2 qu'elle remportera devenant ainsi la première équipe de l'histoire à le gagner, empochant ainsi le million de dollars attribué au vainqueur. 
En 2012, l'équipe de Dota 2 continue de briller remportant de nombreux tournois et en participant à la finale, perdue, de The International 2012. Quant à la section de Counter-Strike 1.6, elle affiche de bons résultats sur les deux dernières années mais le partenariat, qui ne concernait que cette dernière, avec Arbalet arrive à expiration. Le directeur Alexander "ZeroGravity" Kokhanovsky, qui a remercié le milliardaire kazakh pour son investissement, annoncera un mois plus tard le passage sur Counter-Strike: Global Offensive.
Le 27 juin 2021, l'organisation ukrainienne dévoile une nouvelle image de marque ainsi que les tenues réalisées par son nouvel équipementier Puma durant un évènement diffusé en direct sur la plateforme Twitch. Yevhen Zolotarov, le PDG annonce également la livraison imminente de nouveaux locaux à Kiev. Ceux-ci comprendront les bureaux de l'organisation, des espaces d'entrainement pour les différentes sections ainsi que des logements mis à disposition des joueurs lors des camps d'entrainement.

## Identité
|                                            | Logo de l'organisation (2010-2015) |                                    |                                    |                                      |
| ------------------------------------------ | ---------------------------------- | ---------------------------------- | ---------------------------------- | ------------------------------------ |
| Premier logo de l'organisation (2009-2010) | Logo de l'organisation (2010-2015) | Logo de l'organisation (2015-2017) | Logo de l'organisation (2017-2021) | Logo de l'organisation (depuis 2021) |

## Divisions

### Counter-Strike: Global Offensive[16]
C'est en Novembre 2012, soit trois mois après la sortie du jeu, que NAVI annonce officiellement son passage sur Counter-Strike: Global Offensive. L'équipe réalise alors ses premiers changements, le Slovaque Ladislav « GuardiaN » Kovács remplace Yegor « markeloff » Markelov au poste de sniper et le Russe Denis « seized » Kostin remplace Arseniy « ceh9 » Trynozhenko.
Aujourd'hui, Natus Vincere est l'une des organisations les plus anciennes et réputées de la scène CS:GO, en effet elle est la seule à avoir participé à tous les tournois Majeurs de leur introduction en 2013 à nos jours. Après s'être incliné à trois reprises en finale, sans jamais remporter une seule carte (DreamHack Open Cluj-Napoca 2015, 0-2 face aux Français de Team EnVyUs ; MLG Major Championship: Columbus 2016, 0-2 face aux Brésiliens de Luminosity Gaming ; FACEIT Major: London 2018, 0-2 face aux Danois d'Astralis) les jaunes et noirs remportent leur premier titre au PGL Major Stockholm 2021 dont ils étaient les grands favoris, en battant G2 Esports 2-0 en finale, ce qui fait d'eux la première équipe de l'histoire à remporter un tournoi Majeur sans avoir perdu une seule carte.

#### Équipe principale
| Nat. | Pseudo    | Nom                 | Rôle                 | Date d'entrée    |
| ---- | --------- | ------------------- | -------------------- | ---------------- |
|      | Aleksib   | Aleksi Virolainen   | In-game leader (IGL) | 30 juin 2023     |
|      | iM        | Mihai Ivan          | Rifler               | 30 juin 2023     |
|      | b1t       | Valeriy Vakhovskiy  | Rifler               | 20 décembre 2020 |
|      | jL        | Justinas Lekavicius | Rifler               | 30 juin 2023     |
|      | w0nderful | Ihor Zhdanov        | Sniper               | 31 octobre 2023  |

|  | B1ad3  | Andrey Gorodenskiy | Coach       | 20 septembre 2019 |
|  | Ollie  | Olha Novak         | Manager     | 1er avril 2024    |
|  | Maryna | Maryna Mospan      | Psychologue | 1er février 2021  |

##### Palmarès
| Date              | Tournoi                                        | Lieu       | Tier   | Type           | Prix        |
| ----------------- | ---------------------------------------------- | ---------- | ------ | -------------- | ----------- |
| 4 mai 2014        | StarLadder StarSeries IX                       | Kiev       | S-Tier | Offline        | 14,000 $    |
| 5 octobre 2014    | Game Show League Season 1                      | Moscou     | A-Tier | Online/Offline | 12,000 $    |
| 12 avril 2015     | ESL Pro League Winter 2014/15                  | Cologne    | S-Tier | Offline        | 15,000 $    |
| 21 juin 2015      | StarLadder StarSeries XIII                     | Kiev       | S-Tier | Online/Offline | 22,000 $    |
| 12 juillet 2015   | Electronic Sports World Cup 2015               | Montréal   | S-Tier | Offline        | 30,000 $    |
| 11 août 2015      | CS:GO Champions League Season 1                | Europe     | A-Tier | Online         | 15,000 $    |
| 22 novembre 2015  | Intel Extreme Masters X - San José             | San José   | S-Tier | Offline        | 56,250 $    |
| 24 janvier 2016   | DreamHack Open Leipzig 2016                    | Leipzig    | S-Tier | Offline        | 50,000 $    |
| 18 mars 2016      | Counter Pit League Season 2 - Finals           | Split      | A-Tier | Offline        | 40,000 $    |
| 2 octobre 2016    | ESL One: New York 2016                         | New York   | S-Tier | Offline        | 35,000 $    |
| 3 décembre 2017   | DreamHack Open Winter 2017                     | Jönköping  | A-Tier | Offline        | 50,000 $    |
| 3 juin 2018       | StarSeries & i-League CS:GO Season 5           | Kiev       | S-Tier | Offline        | 125,000 $   |
| 18 juin 2018      | CS:GO Asia Championships 2018                  | Shanghai   | A-Tier | Offline        | 150,000 $   |
| 8 juillet 2018    | ESL One: Cologne 2018                          | Cologne    | S-Tier | Offline        | 125,000 $   |
| 3 novembre 2018   | BLAST Pro Series: Copenhagen 2018              | Copenhague | A-Tier | Offline        | 125,000 $   |
| 7 avril 2019      | StarSeries & i-League CS:GO Season 7           | Shanghai   | S-Tier | Offline        | 250,000 $   |
| 1 mars 2020       | Intel Extreme Masters XIV - World Championship | Katowice   | S-Tier | Offline        | 250,000 $   |
| 28 juin 2020      | WePlay! Clutch Island                          | CEI        | A-Tier | Online         | 15,000 $    |
| 24 janvier 2021   | BLAST Premier: Global Final 2020               | Europe     | S-Tier | Online         | 600,000 $   |
| 9 mai 2021        | DreamHack Masters Spring 2021                  | Europe     | S-Tier | Online         | 100,000 $   |
| 4 juillet 2021    | StarLadder CIS RMR 2021                        | CEI        | A-Tier | Online         | 40,000 $    |
| 18 juillet 2021   | Intel Extreme Masters Season XVI - Cologne     | Cologne    | S-Tier | Offline        | 400,000 $   |
| 12 septembre 2021 | ESL Pro League Season 14                       | Europe     | S-Tier | Online         | 195,000 $   |
| 12 septembre 2021 | Intel Grand Slam Season 3                      | Monde      | Bonus  | Offline/Online | 1,000,000 $ |
| 7 novembre 2021   | PGL Major Stockholm 2021                       | Stockholm  | S-Tier | Offline        | 1,000,000 $ |
| 28 novembre 2021  | BLAST Premier Fall Final 2021                  | Copenhague | S-Tier | Offline        | 225,000 $   |
| 19 décembre 2021  | BLAST Premier World Final 2021                 | Copenhague | S-Tier | Offline        | 500,000 $   |
| 19 juin 2022      | BLAST Premier Spring Finals 2022               | Lisbonne   | S-Tier | Offline        | 200,000 $   |

| Date              | Tournoi                       | Lieu           | Tier   | Type    | Prix      |
| ----------------- | ----------------------------- | -------------- | ------ | ------- | --------- |
| 31 mars 2024      | PGL CS2 Major Copenhagen 2024 | Copenhague     | S-Tier | Offline | 500,000 $ |
| 21 Juillet 2024   | Esports World Cup 2024        | Riyad          | S-Tier | Offline | 400,000 $ |
| 22 Septembre 2024 | ESL Pro League Season 20      | Saint-Julien   | S-Tier | Offline | 170,000 $ |
| 13 octobre 2024   | IEM Rio 2024                  | Rio de Janeiro | S-Tier | Offline | 100,000 $ |

#### NAVI Junior
| Nat. | Pseudo   | Nom                   | Rôle   | Date d'entrée     |
| ---- | -------- | --------------------- | ------ | ----------------- |
|      | dem0n    | Dmytro Myroshnychenko | Rifler | 16 avril 2022     |
|      | rendY    | Jurij Halyshyn        | Sniper | 27 septembre 2022 |
|      | froz1k   | Adam Nahornyj         | Rifler | 16 avril 2022     |
|      | nikitea  | Nykyta Chakhovsjkyj   | Rifler | 23 mars 2023      |
|      | UNBR0KEN | Mark Varakuta         | Rifler | 20 décembre 2021  |

|  | crush | Ighor Shevchenko | Coach   | 27 septembre 2022 |
|  | M1ke  | Mykhailo Palamar | Manager | mars 2020         |

### Dota 2
| Nat. | Pseudo     | Nom               | Rôle | Date d'entrée     |
| ---- | ---------- | ----------------- | ---- | ----------------- |
|      | V-Tune     | Alik Vorobey      |      | 22 septembre 2020 |
|      | No[o]ne    | Volodymyr Minenko |      | 25 mai 2021       |
|      | GeneRal    | Viktor Nigrini    |      | 22 septembre 2020 |
|      | ALOHADANCE | Ilya Korobkin     |      | 2 septembre 2021  |
|      | Solo       | Alexey Berezin    |      | 2 septembre 2021  |

|  | ArtStyle | Ivan Antonov       | Manager général et coach | 2 septembre 2021 |
|  | Lk-      | Alexander Lemeshev | Manager                  | 2 septembre 2021 |

#### Palmarès
| Date              | Tournoi                                 | Lieu        | Tier   | Type           | Prix        |
| ----------------- | --------------------------------------- | ----------- | ------ | -------------- | ----------- |
| 21 août 2011      | The International 2011                  | Cologne     | Tier 1 | Offline        | 1,000,000 $ |
| 25 octobre 2011   | Electronic Sports World Cup 2011        | Paris       | Tier 1 | Offline        | 12,000 $    |
| 4 mars 2012       | The Defense Season 1                    | Monde       | Tier 1 | Online         | 7,994 $     |
| 29 avril 2012     | StarLadder StarSeries Season 1          | Kiev        | Tier 1 | Online/Offline | 6,000 $     |
| 15 juillet 2012   | StarLadder StarSeries Season 2          | Kiev        | Tier 1 | Online/Offline | 6,000 $     |
| 14 août 2012      | joinDOTA Special Masters                | Monde       | Tier 3 | Online         | 1,233 $     |
| 21 octobre 2012   | StarLadder StarSeries Season 3          | Kiev        | Tier 1 | Online/Offline | 6,000 $     |
| 4 novembre 2012   | Electronic Sports World Cup 2012        | Paris       | Tier 1 | Offline        | 12,000 $    |
| 23 décembre 2012  | StarLadder StarSeries Season 4          | Kiev        | Tier 1 | Online/Offline | 8,000 $     |
| 16 avril 2013     | joinDOTA Masters XIII                   | Monde       | Tier 3 | Online         | 1,500 $     |
| 21 avril 2013     | RaidCall EMS One Spring Season          | Katowice    | Tier 1 | Online/Offline | 12,000 $    |
| 9 juillet 2013    | Alienware Cup 2013 - Season 1           | Chine       | Tier 1 | Online         | 25,000 $    |
| 17 juillet 2013   | RaidCall Dota 2 League Season 3         | Valence     | Tier 1 | Online/Offline | 5,000 $     |
| 24 juillet 2013   | The Defense Season 4                    | Monde       | Tier 1 | Online         | 12,000 $    |
| 28 septembre 2013 | Techlabs Cup 2013 Season 3              | Minsk       | Tier 2 | Offline        | 8,000 $     |
| 13 octobre 2013   | StarLadder StarSeries Season 7          | Kiev        | Tier 1 | Online/Offline | 12,000 $    |
| 10 novembre 2013  | WePlay Dota2 League Season 2            | Europe      | Tier 1 | Online         | 13,000 $    |
| 17 novembre 2013  | Techlabs Cup 2013 Grand Final           | Moscou      | Tier 1 | Offline        | 12,500 $    |
| 30 novembre 2013  | DreamLeague Kick-Off Season             | Jönköping   | Tier 1 | Online/Offline | 25,000 $    |
| 19 janvier 2014   | StarLadder StarSeries Season 8          | Kiev        | Tier 1 | Online/Offline | 62,000 $    |
| 15 avril 2014     | Dota 2 Champions League Season 2        | Europe      | Tier 1 | Online         | 61,500 $    |
| 2 novembre 2014   | Dota 2 Champions League Season 4        | Bucarest    | Tier 1 | Offline        | 38,118 $    |
| 24 juillet 2016   | StarLadder i-League StarSeries Season 2 | Los Angeles | Tier 1 | Offline        | 135,000 $   |
| 18 décembre 2020  | OGA Dota Pit S4: Europe/CIS             | Europe CEI  | Tier 2 | Online         | 62,535 $    |

### Tom Clancy's Rainbow Six: Siege
Natus Vincere fait son apparition sur Tom Clancy's Rainbow Six: Siege le 2 mars 2019, en recrutant l'effectif de la structure Mock-It Esport évoluant alors en Pro League Europe et menée par l'allemand Niklas "KS" Massierer. NAVI se sépare de cette line-up le 30 mai 2019, à la suite d'une saison décevante ayant menée à la relégation de leur équipe en Challenger League. 
Le 1er juin 2019, les jaunes et noirs annoncent la signature de l'ancienne équipe de la structure MnM Gaming alors composée de Doki, CTZN, Kendrew, neLo et Saves et leur coach GiG, tout juste qualifiée en Pro League Europe après avoir remporté la finale des playoffs de Challenger League face à Team Vitality. Avec cet effectif NAVI rencontrera plus de succès, en effet l'équipe tout juste promue termine première de Pro League Europe S10 avec 10 victoires et 4 défaites devant des géants tels que G2 Esports et Team Empire. Grâce à ce résultat l'équipe obtient un ticket pour les finales de Pro League disputées en novembre à Tokoname au Japon. C'est durant l'été qu'ils remportent leur premier trophée : l'ESL Premiership Summer, victoire 2-0 en finale face à Team Secret le 27 juillet. Vient alors les finales de Pro League, où l'équipe privée de Doki (suspendu temporairement) évoluera avec un remplaçant. Le 9 novembre, l'équipe commence par une victoire 2-1 en quart de finale face à Wildcard Gaming, elle s'imposera sur le même score  le lendemain face à Team Reciprocity en demi-finale. Natus Vincere devient champion de Pro League en remportant la finale face à DarkZero Esports sur un score de 2-0. Finalement, ils remportent l'ESL Premiership Winter le 23 novembre. 
Grâce à sa victoire en Pro League, l'équipe est automatiquement qualifiée pour le plus grand événement de la scène esports de Rainbow Six : Siege, qui se déroule tous les ans au mois de février à Montréal : le Six Invitational. 
Lors du Six Invitational 2020, NAVI se retrouve dans un groupe très relevée composé de Team Solo Mid, Rogue et les futurs champions : Spacestation Gaming. Malheureusement l'équipe ne se qualifiera pas après avoir fini troisième de son groupe. Durant la suite de la saison l'effectif sera remanié à plusieurs reprises. 
| Nat. | Pseudo   | Nom              | Rôle | Date d'entrée |
| ---- | -------- | ---------------- | ---- | ------------- |
|      | Doki     | Jack Robertson   |      | 1er juin 2019 |
|      | Nathan   | Nathan Sharp     |      | 5 mars 2021   |
|      | Secretly | Rickard Olofsson |      | 5 mars 2021   |
|      | Blurr    | Byron Murray     |      | 26 août 2020  |
|      | Saves    | Szymon Kamieniak |      | 1er juin 2019 |

|  | jahk | Cyril Renoud   | Coach    | 18 décembre 2019 |
|  | DraZ | Razig Abida    | Analyste | 25 mai 2020      |
|  | Caff | Igor Sydorenko | Manager  | 10 octobre 2020  |

#### Palmarès
| Date             | Tournoi                              | Lieu                | Tier   | Type    | Prix      |
| ---------------- | ------------------------------------ | ------------------- | ------ | ------- | --------- |
| 27 juillet 2019  | ESL Premiership Summer 2019          | Leicester           | C-Tier | Offline | 5,448 $   |
| 10 novembre 2019 | Pro League Season 10 - Finals        | Tokoname            | S-Tier | Offline | 100,000 $ |
| 23 novembre 2019 | ESL Premiership Winter 2019          | Manchester          | C-Tier | Offline | 10,267 $  |
| 14 mars 2021     | UK & Ireland Nationals - Season 2    | Royaume-Uni Irlande | C-Tier | Online  | 10,443 $  |
| 25 avril 2021    | European League 2021 - Stage 1       | Europe              | A-Tier | Online  | 93,713 $  |
| 29 août 2021     | UK & Ireland Nationals - Summer 2021 | Royaume-Uni Irlande | C-Tier | Online  | 10,377 $  |

### PlayerUnknown's Battlegrounds
Natus Vincere entre sur la scène PUBG le 10 avril 2018 en recrutant l'équipe de l'organisation russe Grubie.
| Nat. | Pseudo  | Nom               | Rôle    | Date d'entrée |
| ---- | ------- | ----------------- | ------- | ------------- |
|      | Mellman | Konstantin Levkin | IGL     | 16 avril 2021 |
|      | Qwizzy  | Andrey Pobedinsky | Starter | 16 avril 2021 |
|      | xmpl    | Artem Adarkin     | Starter | 16 avril 2021 |
|      | alya    | Alexandr Pirogov  | Starter | 16 avril 2021 |

|  | Lera_X | Valeriia Khegai | Manager | 11 avril 2018 |
|  | ALREIN | Vadim Lovin     | Coach   | 16 avril 2021 |

#### Palmarès
| Date             | Tournoi                                            | Lieu     | Tier   | Type    | Prix     |
| ---------------- | -------------------------------------------------- | -------- | ------ | ------- | -------- |
| 22 avril 2018    | Global Loot League Season 1                        | Bucarest | A-Tier | Offline | 15,000 $ |
| 24 juin 2018     | PUBG Global Invitational 2018 - CIS                | Minsk    | A-Tier | Offline | 20,000 $ |
| 28 novembre 2018 | OGN Super League Europe PUBG Invitational - Sanhok | Europe   | B-Tier | Online  | 17,089 $ |
| 28 janvier 2019  | Unique Pro League - Season 2                       | Europe   | B-Tier | Online  | 2,276 $  |
| 8 mars 2020      | PGS: Berlin - Europe Finals                        | Berlin   | A-Tier | Offline | 20,000 $ |

### Apex Legends
| Nat. | Pseudo | Nom            | Rôle           | Date d'entrée |
| ---- | ------ | -------------- | -------------- | ------------- |
|      | Hiarka | Filipe Morgado | In Game Leader | 20 mars 2025  |
|      | Uxako  | Jose Llosa     | [À compléter]  | 20 mars 2025  |
|      | zhidan | Kyllian Brun   | [À compléter]  | 20 mars 2025  |

|  | Esteves33 | Francisco Esteves | Coach | 20 mars 2025 |

### Quake Champions
| \| Nat. \| Pseudo \| Nom \| Rôle \| Date d'entrée \| \| ---- \| ------ \| ------------------ \| ---- \| ------------- \| \| \| Cypher \| Alexei Yanushevsky \| - \| 9 avril 2019 \| |        |                    |      |               |
| Nat. | Pseudo | Nom                | Rôle | Date d'entrée |
| | Cypher | Alexei Yanushevsky | -    | 9 avril 2019  |

### PUBG Mobile
| Nat. | Pseudo | Nom                | Rôle    | Date d'entrée     |
| ---- | ------ | ------------------ | ------- | ----------------- |
|      | OldBoy | Dmytro Bui         | Starter | 1er octobre 2020  |
|      | Mequ   | Alexey Tolov       | Starter | 1er octobre 2020  |
|      | Matic  | Vitalii Shulga     | Starter | 1er octobre 2020  |
|      | Tixzy  | Daniil Suchkov     | Starter | 1er octobre 2020  |
|      | ADERR  | Sergey Pomerantsev | Starter | 1er novembre 2020 |

|  | Glory | Alexander Manoil | Manager | 13 juillet 2020 |

#### Palmarès
| Date            | Tournoi                                             | Lieu                   | Tier   | Type   | Prix     |
| --------------- | --------------------------------------------------- | ---------------------- | ------ | ------ | -------- |
| 18 octobre 2020 | EMEA League                                         | Europe et Moyen-Orient | A-Tier | Online | 6,000 $  |
| 25 octobre 2020 | EMEA League Finals                                  | Europe et Moyen-Orient | A-Tier | Online | 24,000 $ |
| 6 janvier 2021  | VIS SPIRITUS New Year Cup                           | CEI                    | B-Tier | Online | 350 $    |
| 31 janvier 2021 | Major Pride League 2021                             | CEI                    | B-Tier | Online | 2,000 $  |
| 31 janvier 2021 | Altel Cyber Games 2021 Season 3                     | CEI                    | B-Tier | Online | 2,854 $  |
| 4 avril 2021    | The Purge PUBGM EU Series 2                         | Europe                 | B-Tier | Online | 471 $    |
| 19 avril 2021   | Severnik CIS Challenge 2                            | CEI                    | B-Tier | Online | 200 $    |
| 4 avril 2021    | The Purge PUBGM EU Series 3                         | Europe                 | B-Tier | Online | 1,218 $  |
| 27 juin 2021    | PUBG Mobile Pro League - S1 2021: EMEA Championship | Monde                  | A-Tier | Online | 40,000 $ |

### Valorant
Après avoir annoncé durant le mois de juin 2021 la signature de Cloud, son premier joueur Valorant, Natus Vincere annonce son équipe complète le 16 juillet après avoir acquis les 4 joueurs qui formaient avec lui le collectif No Pressure. Cette décision a été influencée par leur résultat aux VCT 2021:CIS Stage 3 Challengers 1 où les joueurs ont atteint la finale leur permettant de participer au tournoi de qualification pour les Valorant Masters.
| Nat. | Pseudo | Nom               | Rôle | Date d'entrée    |
| ---- | ------ | ----------------- | ---- | ---------------- |
|      | Cloud  | Kirill Nekhozhin  |      | 18 juin 2021     |
|      | Jady   | Yaroslav Nikolaev |      | 21 décembre 2021 |
|      | dinkzj | Denis Tkachev     |      | 16 juillet 2021  |
|      | 7ssk7  | Artur Kiurshyn    |      | 16 juillet 2021  |
|      | Duno   | Mikhail Fokin     |      | 16 juillet 2021  |

|  | SmartSeven | Dmitry Smartselau | Coach   | 16 juillet 2021 |
|  | TheVs      | Vlad Moroz        | Manager | 16 juillet 2021 |

### Free Fire
Le 2 août 2021 NAVI annonce sa nouvelle expansion dans l'univers des jeux mobiles avec l'arrivée d'une équipe sur un des Battle royale les plus en vue du moment: Free Fire.
| Nat. | Pseudo   | Nom               | Rôle | Date d'entrée    |
| ---- | -------- | ----------------- | ---- | ---------------- |
|      | Svitogor | Ruslan Mamatsuev  |      | 3 septembre 2021 |
|      | VaJniy   | Kheibar Imanov    |      | 2 août 2021      |
|      | DD       | Aleksandr Bozhkov |      | 2 août 2021      |
|      | Skyrix   | Amir Kanatov      |      | 2 août 2021      |
|      | Twister  | Aleksei Mukhin    |      | 3 septembre 2021 |

|  | Kronos | Mikhail Kamnev   | Coach   | 3 septembre 2021 |
|  | Glory  | Alexander Manoil | Manager | 2 août 2021      |

### Rocket League
Natus Vincere fait son entrée sur la scène Rocket League le 20 octobre 2021, avec l'acquisition des joueurs de l'équipe Fadeaway en vue de la saison 2021-2022 des RLCS.
| Nat. | Pseudo   | Nom             | Rôle | Date d'entrée   |
| ---- | -------- | --------------- | ---- | --------------- |
|      | Tigreee  | Maik Hoffmann   |      | 20 octobre 2021 |
|      | LuiisP   | Luis Pente Peña |      | 20 octobre 2021 |
|      | virtuoso | Nelson Lasko    |      | 6 janvier 2022  |

|  | s1moN | Simon Bicking | Coach   | 16 juillet 2021 |
|  | TheVs | Vlad Moroz    | Manager | 16 juillet 2021 |

### Halo Infinite
En août 2021, Natus Vincere rejoint la scène compétitive sur Halo Infinite, en tant que partenaires des HCS. L'équipe formée provient de fusion de Team Infused et FAB Games esports. Après le second Major à Kansas CIty, où ils finissent 21e-24e, NAVI décide de faire des changements en remplaçant « Respectful » par « zMightys ». 
| Nat. | Pseudo   | Nom                       | Rôle | Date d'entrée    |
| ---- | -------- | ------------------------- | ---- | ---------------- |
|      | Kimbo    | Robert Earl El-Zein Faulk |      | 12 novembre 2021 |
|      | tuf0xy   | Perry Kenyon              |      | 12 novembre 2021 |
|      | Jimbo    | James Bradbrook           |      | 12 novembre 2021 |
|      | zMightys | Liam Boerboom             |      | 1er juin 2022    |

|  | Wonderboy | Harry Channon    | Entraîneur | 3 mars 2022      |
|  | M1ke      | Mykhailo Palamar | Manager    | 12 novembre 2021 |